# چایباشی
چایباشی (به ترکی استانبولی: Çaybaşı) یک منطقهٔ مسکونی در ترکیه است که در استان اردو واقع شده‌است. چایباشی ۴۴۰ متر بالاتر از سطح دریا واقع شده‌است.